# ميشن (كولومبيا البريطانية)
ميشن (بالإنجليزية: Mission)‏ هي مدينة كندية تقع في مقاطعة كولومبيا البريطانية. تبلغ مساحة هذه المدينة 225.7831 (كم²)، ويبلغ عدد سكانها 34505 نسمة حسب إحصاء سنة 2006 م، بينما كان يسكنها 31272 نسمة في سنة 2001 م. تحتل هذه المدينة المرتبة رقم 119 بين مدن كندا حسب عدد السكان والمرتبة رقم 23 في المقاطعة. نما عدد السكان في هذه المدينة بنسبة (10.3) بين العامين المذكورين.

## المناخ
| البيانات المناخية لـميشن           | البيانات المناخية لـميشن | البيانات المناخية لـميشن | البيانات المناخية لـميشن | البيانات المناخية لـميشن | البيانات المناخية لـميشن | البيانات المناخية لـميشن | البيانات المناخية لـميشن | البيانات المناخية لـميشن | البيانات المناخية لـميشن | البيانات المناخية لـميشن | البيانات المناخية لـميشن | البيانات المناخية لـميشن | البيانات المناخية لـميشن |
| الشهر                              | يناير                    | فبراير                   | مارس                     | أبريل                    | مايو                     | يونيو                    | يوليو                    | أغسطس                    | سبتمبر                   | أكتوبر                   | نوفمبر                   | ديسمبر                   | المعدل السنوي            |
| ---------------------------------- | ------------------------ | ------------------------ | ------------------------ | ------------------------ | ------------------------ | ------------------------ | ------------------------ | ------------------------ | ------------------------ | ------------------------ | ------------------------ | ------------------------ | ------------------------ |
| الدرجة القصوى °م (°ف)              | 15.6 (60.1)              | 20.6 (69.1)              | 22.5 (72.5)              | 28.0 (82.4)              | 36.5 (97.7)              | 36.0 (96.8)              | 37.8 (100.0)             | 36.5 (97.7)              | 36.0 (96.8)              | 27.0 (80.6)              | 18.9 (66.0)              | 17.5 (63.5)              | 37.8 (100.0)             |
| متوسط درجة الحرارة الكبرى °م (°ف)  | 5.1 (41.2)               | 8.0 (46.4)               | 10.9 (51.6)              | 14.6 (58.3)              | 17.4 (63.3)              | 19.9 (67.8)              | 23.5 (74.3)              | 23.4 (74.1)              | 20.9 (69.6)              | 14.9 (58.8)              | 8.9 (48.0)               | 6.0 (42.8)               | 14.5 (58.1)              |
| المتوسط اليومي °م (°ف)             | 2.5 (36.5)               | 4.7 (40.5)               | 6.8 (44.2)               | 9.7 (49.5)               | 12.6 (54.7)              | 15.1 (59.2)              | 17.9 (64.2)              | 18.0 (64.4)              | 15.6 (60.1)              | 10.9 (51.6)              | 6.1 (43.0)               | 3.5 (38.3)               | 10.3 (50.5)              |
| متوسط درجة الحرارة الصغرى °م (°ف)  | −0.2 (31.6)              | 1.3 (34.3)               | 2.7 (36.9)               | 4.8 (40.6)               | 7.7 (45.9)               | 10.3 (50.5)              | 12.3 (54.1)              | 12.5 (54.5)              | 10.4 (50.7)              | 6.7 (44.1)               | 3.2 (37.8)               | 0.9 (33.6)               | 6.1 (43.0)               |
| أدنى درجة حرارة °م (°ف)            | −14.4 (6.1)              | −15.5 (4.1)              | −12.2 (10.0)             | −2.8 (27.0)              | −2.2 (28.0)              | 2.2 (36.0)               | 4.4 (39.9)               | 5.0 (41.0)               | 0.6 (33.1)               | −3.5 (25.7)              | −13.3 (8.1)              | −19.4 (−2.9)             | −19.4 (−2.9)             |
| الهطول مم (إنش)                    | 217.0 (8.54)             | 190.7 (7.51)             | 154.6 (6.09)             | 129.7 (5.11)             | 102.5 (4.04)             | 100.6 (3.96)             | 63.6 (2.50)              | 74.1 (2.92)              | 77.9 (3.07)              | 141.2 (5.56)             | 252.7 (9.95)             | 260.1 (10.24)            | 1٬764٫5 (69.47)          |
| معدل هطول الأمطار مم (إنش)         | 197.3 (7.77)             | 178.8 (7.04)             | 151.2 (5.95)             | 129.5 (5.10)             | 102.5 (4.04)             | 100.6 (3.96)             | 63.6 (2.50)              | 74.0 (2.91)              | 77.9 (3.07)              | 141.1 (5.56)             | 249.1 (9.81)             | 242.9 (9.56)             | 1٬708٫5 (67.26)          |
| متوسط تساقط الثلوج سم (إنش)        | 19.7 (7.8)               | 11.9 (4.7)               | 3.4 (1.3)                | 0.2 (0.1)                | 0 (0)                    | 0 (0)                    | 0 (0)                    | 0 (0)                    | 0 (0)                    | 0.1 (0.0)                | 3.6 (1.4)                | 17.2 (6.8)               | 56.0 (22.0)              |
| متوسط أيام هطول الأمطار (≥ 0.2 mm) | 19.3                     | 16.9                     | 18.0                     | 15.0                     | 15.6                     | 14.4                     | 9.7                      | 9.6                      | 9.8                      | 15.4                     | 20.7                     | 21.6                     | 186.0                    |
| متوسط الأيام الممطرة (≥ 0.2 mm)    | 17.3                     | 15.8                     | 17.6                     | 15.0                     | 15.6                     | 14.4                     | 9.7                      | 9.6                      | 9.8                      | 15.4                     | 20.4                     | 19.5                     | 180.1                    |
| متوسط الأيام المثلجة (≥ 0.2 cm)    | 4.2                      | 2.3                      | 1.1                      | 0.17                     | 0.03                     | 0                        | 0                        | 0                        | 0                        | 0.06                     | 0.82                     | 3.7                      | 12.4                     |
| المصدر:                            |                          |                          |                          |                          |                          |                          |                          |                          |                          |                          |                          |                          |                          |

## أعلام
- ديبي بريل
- كارلي راي جيبسن
- والتر يونغ
- برينت هايدن
- جاك هينريتش

## وصلات خارجية
- الأطلس الحكومي لكندا
- إحصاءات كندا مع ساعة تعداد السكان